# Кузьминское (городской округ Домодедово)
Кузьминское — старое село в двух километрах от станции Барыбино в Московской области. Входит в городской округ Домодедово.
Расположено в трёхстах метрах от железной дороги Павелецкого направления на перегоне между станциями Барыбино и Вельяминово.

## История
Село Кузьминское — одно из древнейших сёл на Домодедовской земле — находится в Южной части городского округа. Оно располагалось вблизи старинного Каширского тракта, пережило множество набегов крымских татар.
В сохранившихся источниках впервые упоминается в Коломенской писцовой книге 1577-78 гг. как сельцо Кузьминское Скульневского стана Коломенского уезда. На тот момент находилось в вотчине за князем Фёдором Ивановичем Пожарским — дедом Дмитрия Пожарского.
По Писцовым книгам 1627—1628 годов, Кузьминское — село находилось в Коломенском уезде во владении А. С. Чепругова. В 1664 году село Кузьминское было куплено Степаном Петровичем Наумовым как вотчинное владение.
К 1678 году в Кузьминском существовала усадьба и церковь во имя иконы Божией Матери «Знамение», однако можно сказать, что в ранние века здесь существовала Космодамианская церковь — потому и сельцо называлось Кузьминское. По-видимому, оно исчезло во времена татарских нашествий.
Из сопоставления различных исторических свидетельств становится очевидным, что существующая в настоящее время каменная церковь в селе Кузьминское сооружена между 1669 и 1678 годами.
В переписных книгах 1705—1706 годов церковь упоминается как Казанская, но в экономических примечаниях к генеральному межеванию (1766—1781 годов) церковь в селе Кузьминское — Знаменская. Указанные престолы сохранились.
Владелец села Кузьминское и строитель Знаменской церкви XVII веке Степан Петрович Наумов скончался в 1700 году. В церкви были похоронены С. П. Наумов и его супруга, за церковью находится его могила с большой надгробной плитой.
Владельцем села Кузьминское с 1700 года стал майор Григорий Михайлович Наумов. Позднее селом владели его сын Алексей, прапорщик гвардии, внук, полковник Александр Алексеевич, правнук Алексей Александрович, лейб-гвардии ротмистр. Последний в 1810 году заложил имение в Московский опекунский совет, год спустя село выкупили сёстры А. А. Наумова Елизавета, Софья и Наталья Александровны.
На северо-западной окраине села Кузьминское летом 2004 года была открыта публичная обсерватория Ка-Дар.

## Расположение
В ста метрах к северу от села расположено непосредственно Барыбино.
К востоку от села расположены: Сырьёво 900 метров, Ильнское 3200 метров, Ляхово 5250 метров.
К западу от села расположены: Купчино 3510 метров, Уварово 4830 метров, Косино 4450 метров, Матчино 6500 метров.
К югу от села расположены: Рудины 3000 метров, Юрьевка 4000 метров, Вельяминово 4920 метров, Татариново 4000 метров.

## Население
| 2002 | 2010 |
| ---- | ---- |
| 34   | ↗42  |

## Климатические условия
Климат умеренно континентальный. Средняя температура воздуха летом 2009 года составила +19,54 градуса. Минимум — +7,2. Максимум — +32,3. Атмосферное давление в среднем — 750 мм рт. ст. Облачность — 66 %. Безоблачный день — 11 августа. За всё лето прошло 28 сильных и 17 слабых дождей.
Летом 2010 года средняя температура воздуха составила +24,12 градусов. Абсолютный максимум — +38 зафиксирован 29 июля. Атмосферное давление было чуть выше нормы — 753 мм рт. ст. Облачность — 55 %. За всё лето прошло 18 сильных дождей.